# Diogo Oliveira
Diogo Antunes de Oliveira est un footballeur brésilien né le 20 octobre 1986 à Arapongas. Il évolue au poste de milieu défensif.

## Biographie
Il joue un total de 138 matchs en première division brésilienne, inscrivant quatre buts.
Il dispute également trois matchs en Copa Libertadores, huit en Copa Sudamericana, et trois en Ligue des champions d'Asie. Il atteint la finale de la Copa Sudamericana en 2009 avec l'équipe de Fluminense, en étant battu par le club équatorien du LDU Quito.

## Palmarès
- Finaliste de la Copa Sudamericana en 2009 avec Fluminense
- Champion du Brésil en 2010 avec Fuminense
- Vainqueur du Campeonato Catarinense en 2006 avec Figueirense